# Louis Tuaillon
Pour les articles homonymes, voir Tuaillon.
Louis Tuaillon, né le 7 septembre 1862 à Berlin et mort le 21 février 1919 dans cette même ville, est un sculpteur prussien appartenant à la tendance moderne de l'école de sculpture de Berlin.

## Biographie
Tuaillon est étudiant de 1879 à 1881 à l'École des beaux-arts de Berlin. De 1882 à 1883, il continue sa formation dans l'atelier de son maître, le professeur Reinhold Begas. De 1883 à 1885, il se rend à Vienne, capitale de l'empire austro-hongrois, passer deux années dans l'atelier du sculpteur autrichien Rudolf Weyr.
Il sculpte entre 1890 et 1895 sa célèbre statue équestre d'une amazone montée sur un cheval qui sera installée devant l'ancien musée d'art de Berlin.
Il enseigne les arts de 1898 à 1901 à Rome, où il compte parmi ses élèves le sculpteur figuratif, Georg Kolbe.
En 1902, il rejoint avec son ami, le sculpteur animalier, August Gaul, le groupe d'artistes de la Berliner Secession (Sécession berlinoise).
En 1906, il devient professeur à l'Académie des arts de Berlin.
En 1910, il est fait docteur honoris causa de l'université Humboldt de Berlin.
Tuaillon était un tenant du modernisme dans les méthodes pédagogiques d'enseignement des arts.

## Œuvres

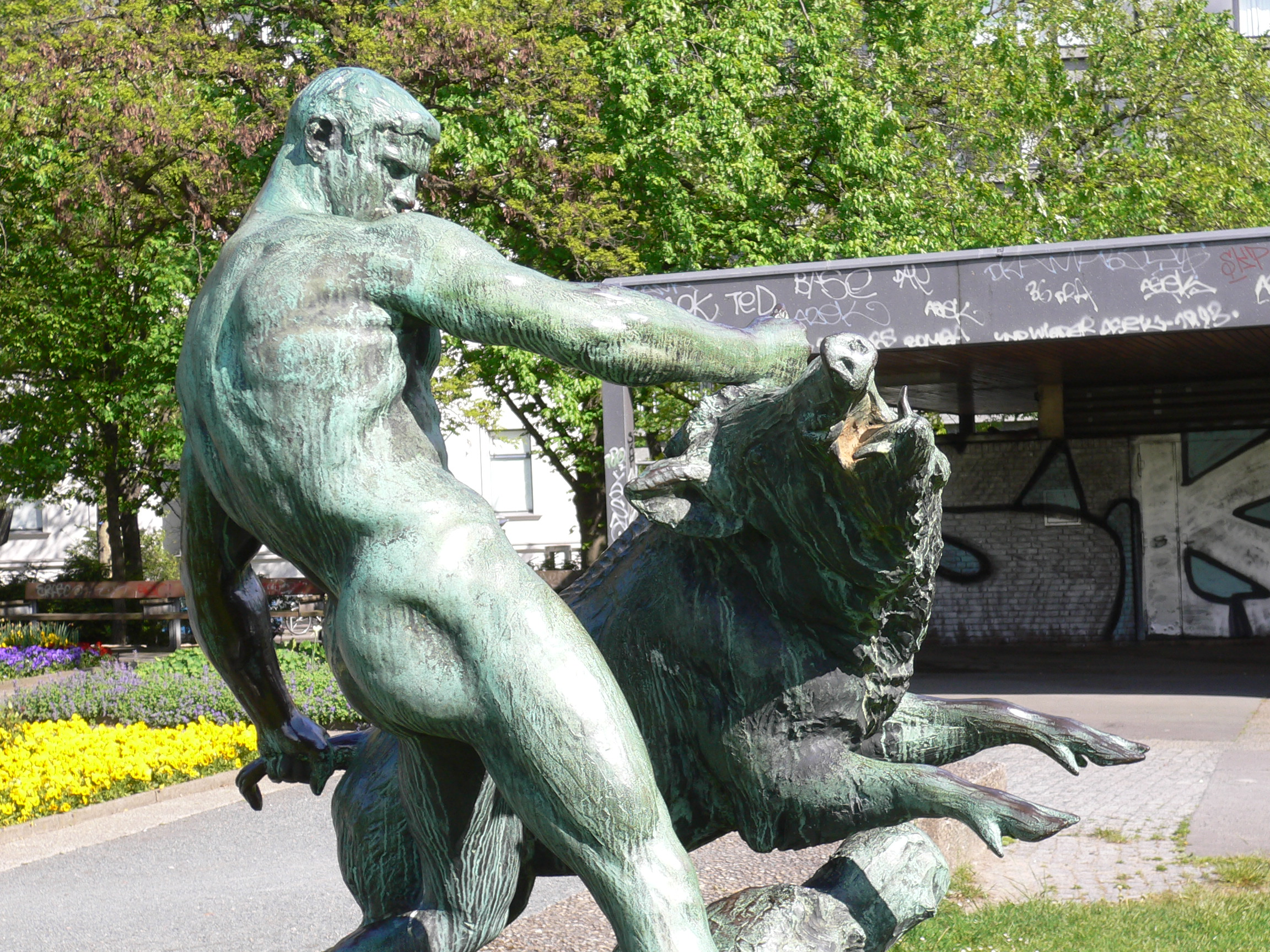
Statue d'Hercule et le sanglier d'Érymanthe à Berlin
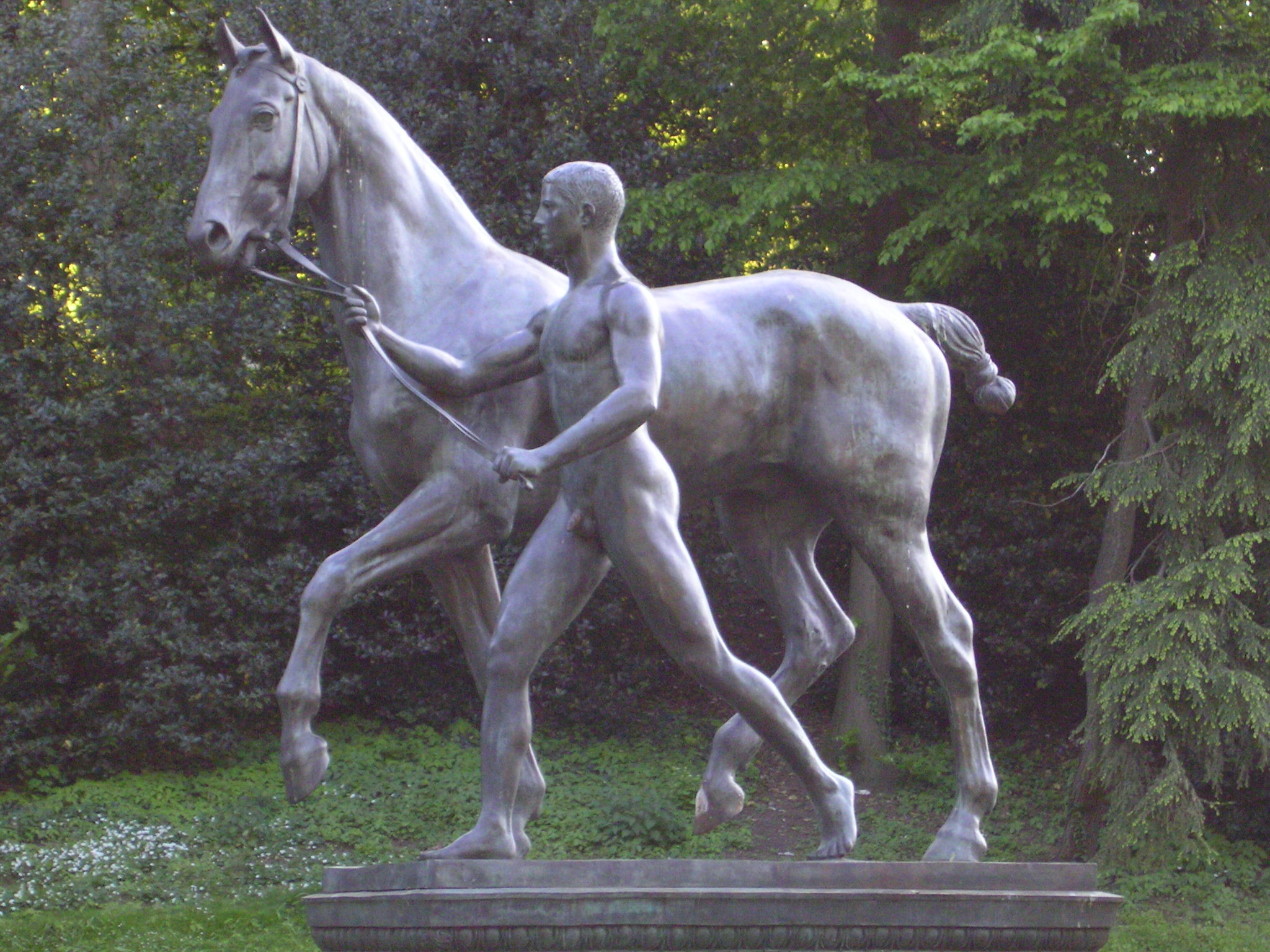
Le Palefrenier à Brême
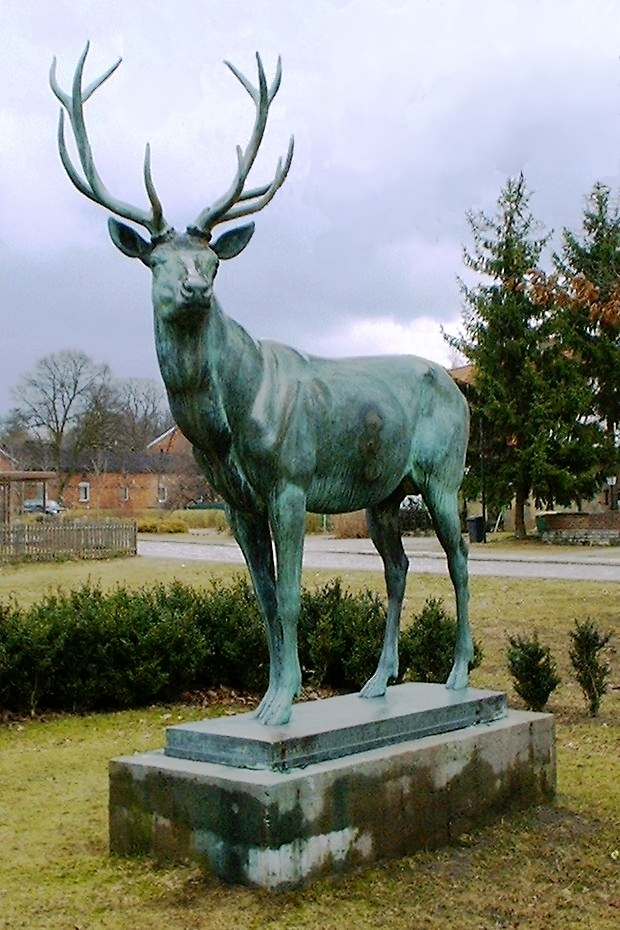
Le Cerf à Hirschfelde
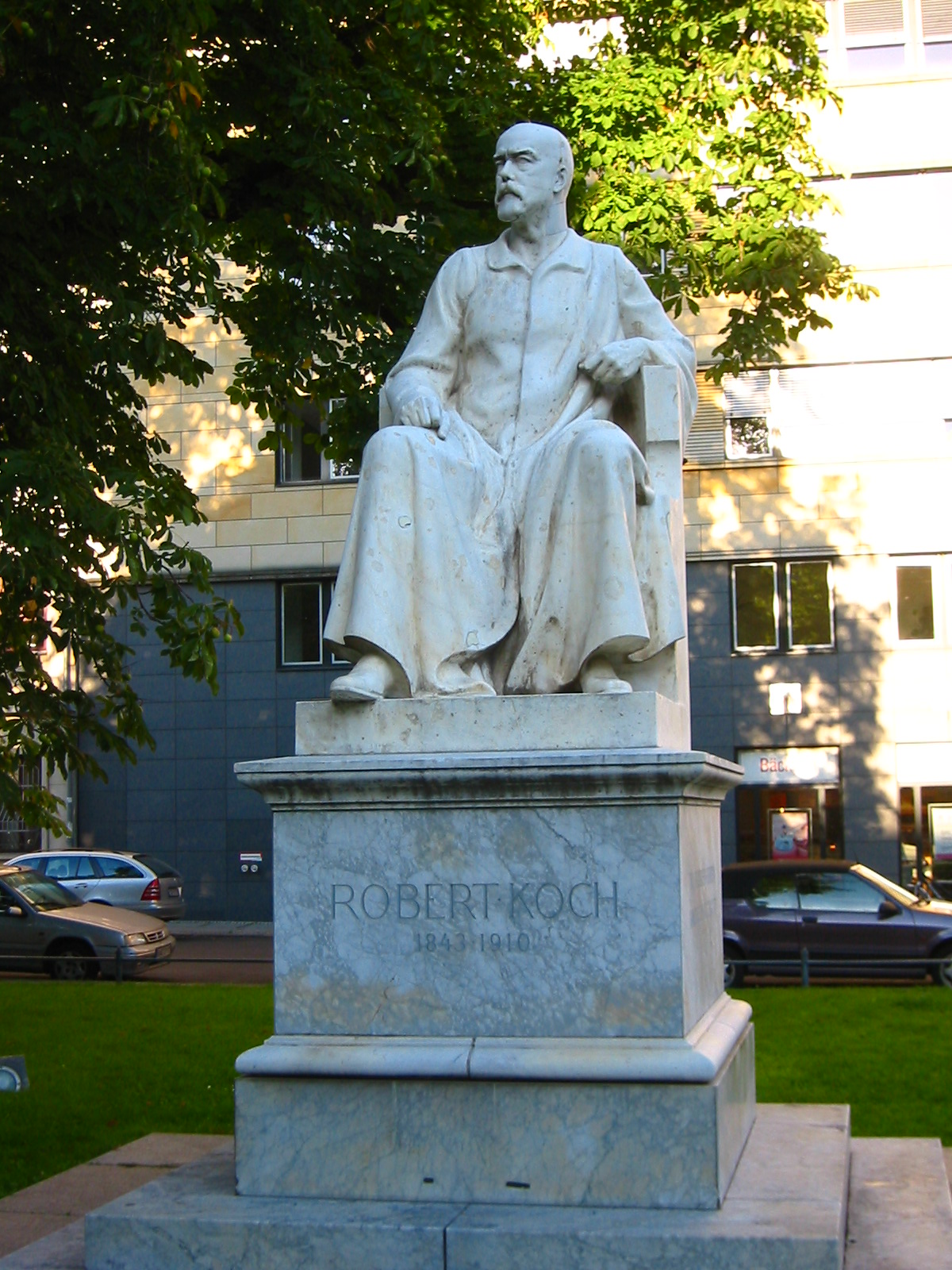
Statue du docteur Robert Koch (découvreur du vaccin contre la tuberculose) devant l'hôpital de la Charité de Berlin.